# Косколь (Узынкольский сельский округ)
Косколь (каз. Қоскөл) — село в районе Магжана Жумабаева Северо-Казахстанской области Казахстана. Входит в состав Узынкольского сельского округа. Код КАТО — 593679200.

## Население
В 1999 году население села составляло 210 человек (110 мужчин и 100 женщин). По данным переписи 2009 года, в селе проживало 166 человек (89 мужчин и 77 женщины).